# 35 Волос Вероники
35 Волос Вероники (лат. 35 Comae Berenices), HD 112033 — кратная звезда в созвездии Волос Вероники на расстоянии (вычисленном из значения параллакса) приблизительно 282 световых лет (около 86,5 парсек) от Солнца. Возраст звезды определён как около 420 млн лет.

## Характеристики
Первый компонент (HD 112033Aa) — оранжево-жёлтый гигант спектрального класса G5III, или G7III, или G8III, или G8, или K0III, или K0. Видимая звёздная величина звезды — +5,15m. Масса — около 1,708 солнечной, радиус — около 18,529 солнечного, светимость — около 76,803 солнечной. Эффективная температура — около 5152 K.
Второй компонент — красный карлик спектрального класса M. Масса — около 268,94 юпитерианской (0,2567 солнечной). Удалён в среднем на 1,788 а.е..
Третий компонент (HD 112033Ab). Масса — около 0,81 солнечной. Орбитальный период — около 2908,25 суток (7,9624 года). Удалён на 0,007 угловой секунды.
Четвёртый компонент (HD 112033B) — жёлто-белая звезда спектрального класса F3V. Видимая звёздная величина звезды — +7,08m. Масса — около 1,46 солнечной. Орбитальный период — около 539,4 года. Удалён на 1,1 угловой секунды.
Пятый компонент (HD 112033C) — жёлтый карлик спектрального класса G3V, или G3IV, или G. Видимая звёздная величина звезды — +9,76m. Радиус — около 0,98 солнечного, светимость — около 0,872 солнечной. Эффективная температура — около 5570 K. Удалён на 28,5 угловой секунды.